# 츠시마 케이코

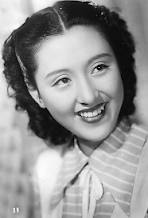

츠시마 케이코(Keiko Tsushima, 1926년 2월 7일 ~ 2012년 8월 1일)는 일본의 영화배우이다.
나가사키시에서 태어났으며 도쿄에서 사망하였다. 사인은 위암이다.

## 영화
- 마지막 눈 (2002년)
- 우키구사 일기 (1955년)
- 여성에 관한 12장 (1954년)
- 7인의 사무라이 (1954년)
- 꿈의 탑 (1953년)
- 진심 (1953년)
- 오차즈케의 맛 (1952년)